# Aurora Rotariu Planjanin
Aurora Rotariu Planjanin (n. 7 octombrie 1952, Coștei, comuna Vârșeț⁠(d), RP Serbia, RSF Iugoslavia) este o poetă română născută în Serbia.
A studiat la Școala medie de economie din Vârșeț iar apoi la Facultatea de Economie din Novi Sad și Subotica pe care a absolvit-o în 1976. Ulterior a absolvit un master în tehnologia informației la Budapesta și un master în managementul comerțului în Belgrad.
Locuiește în Novi Sad.

## Activitate literară
Debutează cu volumul Calul bunicului care este publicat în 1982. Plachetele Umbrele pașilor îi apar la editura „Libertatea” din Panciova iar Singuri cu noi în revista „Lumina”.
Publică în limba sârbă în revistele „Index”, „Glas omladine” și „Devenik”. Versurile ei sunt traduse atât în maghiară cât și în croată și albaneză.
Poeziile sale sunt incluse în programa școlară din Serbia.

## Televiziune
A participat la emisiunea „Evantai distractiv” a programului în limba română a postului de radio Novi Sad. La același radio există o colecție extinsă de înregistrări de muzică populară românească.

## Premii
A câștigat mai multe premii pentru activitatea sa literară:
- Premiul Organizației Națiunilor Unite, Asociația pentru Voivodina 1980;
- Premiul I al Întâlnirilor iugoslave a Creatorilor, Valjevo 1988 pentru poezie;
- Premiul al II-lea al PNI "Libertatea" Pancevo pentru proză;
- Premiul artiștilor muncitori din Iugoslavia, 1983;
- Premiul literar RTV - Art Production, 1979;
- Premiul PKS Omladine Vojvodine, 1981.

## Afilieri
Este membră a mai multor organizații literare și non-literare:
- Asociația contabililor și auditorilor din Serbia, din 1988;
- Societatea pentru limba română, din 1970;
- Asociația Scriitorilor din Voivodina, din 2004;
- Asociația Creatorilor Științifici din Voivodina, din 2002;
- Asociația Utilizatorilor Tehnologiei de Arhivă, din 2006;
- Comunitatea de români din Serbia, din 2004;
- JP Srbijagas, din 2006;
- NIP „Libertatea” Pancevo, 1998-1999.